# 最強運芸能人決定戦。
最強運芸能人決定戦。（さいきょううんげいのうじんけっていせん）は、フジテレビ系列で毎年正月に放送されていた占いバラエティ番組。
2001年1月1日深夜に第1回が放送され、以後毎年1月1日に深夜などで生放送されている。放送数週前に荒井班が担当する番組の情報ページにて番組の告知をしていた。2009年は、単体特番として生放送された。
2011年の第10回記念大会を最後に途絶えていたが、2017年1月1日にバナナマン司会の『今年ツイてる人ランキング全部見せます!最強運グランプリ』というタイトルで6年ぶりに復活した。

## 番組概要
- 前半は星座別・干支別のあるテーマ（金運、恋愛運、健康運、仕事・勉強運）をランキングで発表し、そのテーマの1位と12位の人に豪華賞品を賭けて開運ゲームに挑戦する。
- 後半では12（星座）×12（干支）×4（血液型）＝576通りによるランキングを発表しスタジオメンバーの中で最高位の人が開運ゲームに挑戦。また、事前に募集し番組のエンディングにコンピュータースロットで発表し、抽選で1名に豪華賞品がプレゼントされる。
- 2003年放送回は、スタジオゲストの長谷川理恵が総合ランキングで1位とされた。「総合ランキングで1位の人が出演者にいる」と言う例は初めてだった。
- 2009年放送回は、女子アナ4名の進行でスタジオで行われ、星座別・干支別のあるテーマをランキングで発表し、その後、576通りによるランキングを発表し、ランキング576位の最下位となった平井アナのための開運ツアーが行われた。ゲストの芸能人は、進行しているスタジオとは別に576通りのランキングを見ている様子とコメントが寄せられる形での出演。
- 2010年放送回は、先述の通り「キャンパスナイトフジ」のスペシャル内で行われ、星座別でのランキングを12星座分すべて発表した後、全576通りのランキングを発表した。また、星座別ランキング発表ごとに、出演者の中で一番位が低かった者は「運がつくように」として、人工的に作られた「ウン○の臭い」をハケで鼻に塗られる罰ゲーム行われた。
  - 駅伝メンバーも「ウン○の臭い」の犠牲に、2区走者井澤妙峰は塗られたが3区の新地梨絵はスタッフのミスで塗り損なった（なお、新地は1月8日のレギュラー放送にて改めて「ウン○の臭い」を塗られた）。
  - また、出演者の1人であるゆったり感の中村英将が総合ランキングで1位とされた。「総合ランキングで1位の人が出演者にいる」と言う例はこれで2度目で男性出演者としては初となる。
- 2011年放送回も、先述の通り「ホメられてピカルくん!!!」スペシャルの「最凶運芸人決定戦」で行われたが、番組終盤に放送され、本企画に割ける時間も少なかった為か、全576通りのランキングのみを発表するに留まった。また、これと同時に、12（星座）＋12（干支）＋4（血液型）＝12通りの中から抽選で当たった分類に該当したスタジオ出演の芸人全員が、ルーレットとスマートボールを合体させた物で決められた罰ゲームを受けた。しかし、徳井健太（平成ノブシコブシ）は罰ゲームを受け損なった。
- 2003年・2011年の2回、576のランキングでスタジオ出演者の中に記載が漏れるハプニングがあった（2人とも男性出演者）。
- 2008年・2012年は放送していないものの、公式サイトに最強運ランキングが記載された。
- 2010年・2011年は罰ゲームがあった。そこでは誰か一人が罰ゲームを受け損なうという演出があったが、2012年に放送された「ピカルの定理2012 ハッピーがニューしてイヤーしちゃうSP」でも夏菜に同じ演出がされた。
- 2017年放送回は、上記のテーマ別ランキングと星座・干支・血液型576通りのランキングの発表に加え、合間に若手芸人による、2017年の運勢を占う体を張った運試しゲームが行われた。
  - また、出演者の1人であるずんの飯尾和樹が総合ランキングで1位となり、「総合ランキングで1位の人が出演者にいる」と言う例はこれで3度目。
- 2018年放送回は、星座・干支・血液型576通りのランキングの発表に加えゲッターズ飯田によるオリジナル占い「五星三心占い」のタイプ別テーマ運勢ランキングが行われた。

## 放送日時
いずれも日本標準時
- 2001年1月1日 0:30～1:55
- 2002年1月1日 0:45～2:15
- 2003年1月1日 15:00～18:00（中断:FNNニュース）
- 2004年1月1日 0:40～2:40
- 2005年1月1日 7:00～9:30
- 2006年1月1日 15:45～18:00
- 2007年1月1日 0:45～2:15
- 2009年1月2日 0:45～1:45 『最強運2009～今年の運勢全部見せます～』
- 2010年1月1日 3:03～4:11 『キャンパスナイトフジ～MAX最強運決定戦女子大生とお祭り騒ぎSP～』内コーナー
- 2011年1月1日 4:15～5:00 『ホメられてピカルくん 生放送で一番輝くのは誰だ？SP』内コーナー  - ここまで第1シリーズ
- 2017年1月1日 0:45～3:30『今年ツイてる人ランキング全部見せます!最強運グランプリ』 - ここから第2シリーズ
- 2018年1月1日 0:45～2:15『最強運決定戦SP2018』

2008年・2012 - 2016年・2019年以降は放送なし、2012年以降はフジテレビのモバイルサイトにて「最強運」を冠した占いコンテンツ配信のみを実施。また2019年の運勢については2018年12月30日 『村上信五のスポーツ奇跡の瞬間アワード2018』にて2019年運勢上位3パターンを該当する主なアスリート名とともに発表した。

### 補足
- 2003年・2006年はテレビ大分・テレビ宮崎を含む28局ネットでかつてこの枠は「クイズ・ドレミファドン!」や「タモリ・たけし・さんまBIG3 世紀のゴルフマッチ」を放送された枠で、2005年のこの枠は「さんタク」を放送した。
- 2003年の回では「FNS大爆笑生まつり」（8:00～18:00 「新春!お笑いカーニバル2003」「ココリコミラクルタイプ」<一部の局は放送なし>「最強運芸能人決定戦。」の3部構成）を銘打ち放送した。また、「FNNニュース」を統合した形で通常の「FNNスーパーニュース」（全国ニュース）のスポンサーも加わった。番組内ではニュースのローカル枠の後MCの久本が天気予報を担当した。
- 2005年はテレビ宮崎を含む27局ネットで長年「初詣!爆笑ヒットパレード」を放送している枠で、枠編成を受けて9時30分に繰り下げた。
- 2003年・2005年・2006年・2009年以外は年が明けた年の1月1日の深夜枠（「ジャニーズカウントダウンライブ」）の後に生放送されている（2003年は「はねるのトびら」「笑う犬の太陽」、2005年は「登龍門F」、2006年は「井の中のカワズ君スペシャル」「新春お笑いチャンピオンボウリング初投げスペシャル」、2008年は「カワズ君の検索生活復活スペシャル」、2009年はザ・スリーシアタースペシャルを放送した）。
- 2008年の放映に関しては、2007年の大晦日にこの番組のMCである爆笑問題司会の大人数のタレントが賞金を賭けたバラエティー番組、「1億分の1の男」が放送されたため（スタッフのCPが同じ荒井班所属であるため）、これが代わりの番組であると推測される。
- 2010年以降は、1月1日未明から放送される長時間の生放送特番内でのワンコーナーとして放送される。2010年は0:45～7:00に放送された『キャンパスナイトフジ』のスペシャル版の中で、2011年は『ホメられてピカルくん!!!』（ホメられてノビるくんとピカルの定理の合体特番）にて放送。
- 2019年以降は再び放送が途絶えたが、『第52回新春!爆笑ヒットパレード2019』内にて『今年もイイ波乗ってんね～！2019年爆売れヒットランキング』と題して、女性出演者の運勢ランキングを発表した。また、翌々年の『第54回新春!爆笑ヒットパレード2021』でも『元日ですが占ってもいいですか?』と題し同様の企画が組まれた。
- 一部ネットされない地域がある。2009年は12局ネットと少なかった。

## 出演

### 2007年まで
- 久本雅美
- 爆笑問題

進行
- 西山喜久恵（フジテレビアナウンサー）

### 2009年
進行
- 中村仁美
- 中野美奈子
- 平井理央
- 松尾翠

### 2011年
司会
- バカリズム

進行
- 西山喜久恵（フジテレビアナウンサー）

### 2017・2018年
司会
- バナナマン（設楽統・日村勇紀）

進行
- 佐野瑞樹（フジテレビアナウンサー）
- 三田友梨佳（フジテレビアナウンサー）・2017年のみ

## 出演者
- 青木さやか（2005年）
- アキラ100%（2018年）
- 朝日奈央（2017年）
- 東ちづる（2002年）
- 安達祐実（2002年）
- あばれる君（2017年）
- あべ静江（2002年）
- 綾小路きみまろ（2004年）
- アリtoキリギリス（2004年・2006年）
- アルコ&ピース（2018年）
- アンガールズ（2017年）
- 安藤なつ（メイプル超合金）（2017年）
- 飯島愛（2003年・2004年・2005年・2006年）
- 池田美優（2018年）
- 石田純一（2002年・2006年・2017年）
- 和泉元彌（2003年）
- いとうあさこ（2017年・2018年）
- 伊藤萌々香（フェアリーズ）（2017年）
- 井上和香（2005年）
- ウエストランド（2018年）
- 宇梶剛士（2004年）
- うつみ宮土理（2002年）
- ウド鈴木（キャイ〜ン）（2017年）
- 梅宮アンナ（2003年）
- 蛭子能収（2017年）
- オアシズ（2017年）
- 岡井千聖（2018年）
- 岡田眞澄（2005年）
- 小沢真珠（2005年）
- 奥山佳恵（2002年）
- おかずクラブ（2017年）
- 金子貴俊（2004年）
- KABA.ちゃん（2004年・2005年・2006年）
- 勝俣州和（2002年・2003年・2004年・2005年・2006年）
- かつみ♥さゆり（2003年）
- 假屋崎省吾（2005年）
- カルーセル麻紀（2005年）
- 菅野美穂（2002年・2003年）
- 岸田健作（2002年・2003年）
- 木下ほうか（2017年）
- 京本政樹（2002年）
- 熊田曜子（2004年）
- 桑野信義（2002年）
- 劇団ひとり（2006年）
- 具志堅用高（2017年）
- 小池栄子（2004年）
- 極楽とんぼ（2004年）
- 小橋賢児（2002年）
- 斎藤洋介（2002年・2003年）
- 坂井真紀（2002年）
- 坂下千里子（2001年・2002年・2003年・2004年・2005年）
- 櫻井淳子（2003年）
- 佐々木健介（2006年）
- 佐野ひなこ（2017年）
- サンシャイン池崎（2018年）
- 三瓶（2002年・2017年）
- しずちゃん（南海キャンディーズ）（2017年）
- 柴田理恵（2002年・2003年・2004年・2005年・2006年）
- 清水ミチコ（2002年）
- 照英（2003年）
- 城咲仁（2006年）
- 陣内智則（2017年）
- 杉田かおる（2006年）
- セイン・カミュ（2003年・2004年）
- 鈴木史朗（2002年・2005年）
- 鈴木奈々（2017年・2018年）
- スピードワゴン（2017年・2018年）
- ずん（2017年・2018年）
- そのまんま東（2004年・2017年）
- 平愛梨（2017年）
- 高畑淳子（2006年）
- 宝田明（2003年）
- 武井壮（2017年）
- 武尊（2017年）
- 辰巳琢郎（2005年）
- ダンディ坂野（2004年）
- たんぽぽ（2018年）
- 知念里奈（2003年）
- ドランクドラゴン（2017年）
- 内藤剛志（2003年・2004年・2005年・2006年・2017年）
- 永井大（2003年）
- 中尾彬（2005年）
- 中村静香（2017年）
- 南海キャンディーズ（2006年）
- 日本エレキテル連合（2017年）
- にゃんこスター（2018年）
- 猫ひろし（2017年）
- 野呂佳代（2017年）
- 袴田吉彦（2018年）
- 波田陽区（2005年）
- 橋田壽賀子（2002年）
- はしのえみ（2001年・2002年・2003年・2004年・2005年・2006年）
- 橋本マナミ（2017年）
- 長谷川理恵（2003年）
- 濱口優（よゐこ）（2004年）
- 原千晶（2002年）
- 原口あきまさ（2017年）
- 春香クリスティーン（2017年）
- バービー（フォーリンラブ）（2017年）
- ピーター（2017年）
- ビビる大木（2004年）
- 平山あや（2003年）
- ヒロシ（2006年）
- ベッキー（2005年・2006年・2018年）
- 橋下徹（2005年）
- 北斗晶（2006年）
- 北陽（2005年）
- 保阪尚希（2005年・2006年）
- 真中瞳（2002年）
- 藤本敏史（FUJIWARA）（2017年）
- 松下由樹（2002年・2004年）
- 三田寛子（2017年）
- ミッツ・マングローブ（2017年）
- MEGUMI（2006年）
- モト冬樹（2005年）
- 森口博子（2002年・2003年）
- 森三中（2005年）
- 森脇健児（2003年）
- モンキッキー（2002年・2003年・2004年）
- 横山めぐみ（2003年）
- ヨネスケ（2003年）
- ロッチ（2018年）
- 2010年についてはキャンパスナイトフジの出演者の項を参照。
- はんにゃ（2010年・2011年）
- ジャルジャル（2011年）
- ロッチ（2011年）
- 坪倉由幸（2011年）
- 杉山裕之（2011年）
- ピース（2011年）
- 西森洋一（2011年）
- ハライチ（2010年・2011年）
- 平成ノブシコブシ（2011年）
- おかもとまり（2011年）
- トミドコロ（2011年）

2017年放送回のゲームコーナー参加者
アルコ&ピース、ANZEN漫才、X-GUN、コロコロチキチキペッパーズ、シソンヌ、アイデンティティ、ラバーガール、新宿カウボーイ、タイムマシーン3号、ハリウッドザコシショウ、鬼ヶ島、ダブルブッキング、ニブンノゴ!、ウエストランド、ヤングウッズ、閃光少女

## スタッフ
•=以前も担当していた
- 構成：オークラ、大井達朗•、坂本竜二
- TD/SW：竹内弘佳
- CAM：若林茂人、長尾康平
- VE：澤田将人、田中昭博
- AUD：元山拓巳、左口満寿
- 照明：黒井宏行
- 美術プロデューサー：佐々木順子、副島翔太郎
- デザイン：永井達也
- 美術進行：椛田学
- 大道具：浅見大
- 大道具操作：佐藤貴志
- 装飾：百瀬貴弥
- アクリル装飾：鈴木竜
- 電飾：後藤佑介
- アートフレーム：坂脇伸吾
- 生花装飾：荒川直史
- 植木装飾：広田明
- メイク：大友麻衣子
- 衣装：佐伯友子
- CG：木本禎子（以前はCGディレクション）、武井裕介（以前はSPECIALVFX）、坂井めぐみ
- CG送出：当銀優季、七海菜美、木村健史郎
- 音響効果：小堀一（OKK）
- 楽曲制作：カンケ
- TK：山口奈保美、髙木美紀
- 編集：刈屋綾乃、千葉南
- MA：中島久美子、高橋誠一郎•
- モバイル：近藤壮、北谷葉多、赤羽根理沙
- WEB制作開発：加藤忍、竹脇しをり
- データ放送：末永丈士、副島史郎、山田博昭、齋藤浩史
- 美術協力：フジアール
- 技術協力：fmt、共同テレビ•（以前はスタジオ技術→制作協力）、マルチバックス
- 編成：藤井修
- 広報：山本麻未子
- デスク：古賀美由紀（以前は連絡）
- FD：植松裕介、武藤勇次
- ディレクター：水口健司、中西正太、杉原裕一、斎藤崇、双津大地郎、加用裕紀、忍穂井綾、高井翔太朗
- 制作協力：シオプロ
- プロデューサー：山本布美江•（以前は演出）、速水大介、堀川香奈、美濃部遥香、小室良太•（以前は制作プロデューサー）、田辺夏子、田岸宏一、中山佳祐
- 演出：塩谷泰孝、佐々木崇人
- 総合演出：木月洋介
- チーフプロデューサー：浜野貴敏•（以前は編成）
- 制作：フジテレビ第2制作センター
- 制作著作：フジテレビ

### 過去のスタッフ
- 構成/舘川範雄、樋口卓治、鈴木おさむ、たむらようこ、及川浩和、秋葉高彰、野口悠介、飯田延孝、山内正之、くらなり、大井洋一
- 声の出演/幸野善之
- TP/児玉洋、小林錦司
- スタジオ技術/共同テレビジョン
- 照明/FLT
- 音響効果/西野有彦、坂本洋子、松長芳樹（デジタルサーカス）
- 編集/三澤祐大、杉原丈司、宮島洋介、渡邊梓
- MA/高橋誠一郎、志村武浩、藤井光洋
- 美術プロデューサー/井上明裕
- セットデザイン/水上啓光
- デザイン監修/鈴木賢太
- 美術進行/大野恭一郎、三上貴子
- 大道具操作/山寺宏幸
- 視覚効果/猪又悟
- マルチ/インターナショナルクリエイティブ
- 衣装/藤原さとみ
- タイトル/岩崎光明
- CGデザイン/一柳彩乃
- CG送出/宮下幸恵、北見正太
- CG技術/中山陽介
- CG/岡本英士 ・ 宮門裕（Lefty's）
- TK（タイムキーパー）/平野美紀子
- リサーチ/フォーミュレーション
- モバイル/北谷葉子、古屋華子、宮崎紗矢香
- WEB制作開発/井田拓宏、山本大輝、網淵武範、大鋸広幸
- 技術協力/WELT
- 編成/濱野貴敏
- 広報/高橋慶哉
- 連絡/古賀美由紀、田中博子
- デスク/弦牧和子、宮崎由佳
- FD（フロアディレクター）/太田旬、大内田龍馬、馬庭広明
- AP（アシスタントプロデューサー）/栗原志帆、黒柳法子
- ディレクター/亀森幸二、吉澤聡史、飯村徹郎、浅野克己、熊澤美麗、佐々木繁雄、岡亨、久保田集、加藤富久、大野寿之、山本慶太、栗坪隆平、廣田彰大、登内翼斗
- 制作プロデューサー/黒木彰一、松本明美、小室良太、菊岡郁枝
- 演出/山本布美江、和田英智、大橋圭史、河井二郎
- プロデューサー/坪田譲治、鈴木康祝
- 制作協力：EAST
- 制作/フジテレビバラエティ制作センター